# 普萊森特鎮區 (印地安納州拉波特縣)
普萊森特鎮區（英語：Pleasant Township）是位於美國印地安納州拉波特縣的一個行政鎮區。

## 地方資料
根據2010年美國人口普查的數據，普萊森特鎮區的面積為64.10平方千米，當中陸地面積為64.00平方千米，而水域面積為0.10平方千米。當地共有人口3380人，而人口密度為每平方千米52.73人。